# Analyse du capitalisme japonais
Analyse du capitalisme japonais (日本資本主義発達史講座, Nihon shihonshugi hattatsu shi kōza), ou littéralement « cours sur l'histoire du développement du capitalisme au Japon », et un livre publié par des historiens de l'école historique Kōza dont Moritarō Yamada, Eitaro Noro (en), Hattori Shisō (ja), Hani Gorō (ja), et Hirano Yoshitarō (ja).
Les sept volumes sont publiés par la maison d'édition Iwanami Shoten de 1932 à 1933.